# Krzysztof Żebrowski
Krzysztof Żebrowski (ur. 9 lipca 1990 w Makowie Mazowieckim) – polski lekkoatleta, specjalizujący się w biegach średnich i długich. 
W biegu na 1500 metrów odpadł w eliminacjach mistrzostw Europy juniorów w Nowym Sadzie (2009), młodzieżowych mistrzostw Europy w 2011 oraz mistrzostw Europy w 2012 w Helsinkach. Srebrny medalista igrzysk frankofońskich (2013). 
Uczestnik mistrzostw świata w biegach przełajowych (Bydgoszcz 2013 – 60. miejsce) oraz mistrzostw Europy w przełajach (Dublin 2009 – 45. miejsce w kategorii juniorów). 
Reprezentant Polski w drużynowych mistrzostwach Europy. 
Medalista mistrzostw Polski seniorów ma w dorobku trzy złote medale (Toruń 2013 – bieg na 1500 metrów; Bydgoszcz 2013 – bieg przełajowy oraz Kraków 2015 – bieg na 5000 metrów). Stawał na podium halowych mistrzostw Polski seniorów zdobywając jeden srebrny medal (Spała 2012 – bieg na 1500 metrów). W ciągu swojej kariery był także medalistą (w biegach na 800 i 1500 metrów) młodzieżowych mistrzostw Polski (Gdańsk 2011 i Radom 2012) oraz mistrzostw Polski juniorów. 
Rekordy życiowe w biegu na 1500 metrów: stadion 3:35,07 (8 września 2013, Rieti), hala – 3:41,49 (15 lutego 2015, Toruń); w biegu na 3000 metrów: 7:58,76 (6 czerwca 2015, Huizingen).
Jest żołnierzem Wojska Polskiego w stopniu podporucznika. Pełni służbę w 2 Przasnyskim Ośrodku Radioelektronicznym. W 2023 roku zwyciężył w Wielkim Szlemie Komandosa.

## Osiągnięcia
| Rok  | Impreza                                   | Miejsce    | Konkurencja         | Lokata      | Wynik   |
| ---- | ----------------------------------------- | ---------- | ------------------- | ----------- | ------- |
| 2009 | Mistrzostwa Europy juniorów               | Nowy Sad   | bieg na 1500 metrów | eliminacje  | 3:52,32 |
| 2009 | Mistrzostwa Europy w biegach przełajowych | Dublin     | bieg juniorów       | 45. miejsce | 19:44   |
| 2011 | Młodzieżowe mistrzostwa Europy            | Ostrawa    | bieg na 1500 metrów | eliminacje  | 3:46,93 |
| 2012 | Mistrzostwa Europy                        | Helsinki   | bieg na 1500 metrów | eliminacje  | 3:48,00 |
| 2013 | Mistrzostwa świata w biegach przełajowych | Bydgoszcz  | bieg seniorów       | 60. miejsce | 35:05   |
| 2013 | Superliga drużynowych mistrzostw Europy   | Gateshead  | bieg na 3000 metrów | 6. miejsce  | 8:06,13 |
| 2013 | Igrzyska frankofońskie                    | Nicea      | bieg na 1500 metrów | 2. miejsce  | 3:57,58 |
| 2015 | Halowe mistrzostwa Europy                 | Praga      | bieg na 1500 metrów | eliminacje  | 3:49,76 |
| 2015 | Superliga drużynowych mistrzostw Europy   | Czeboksary | bieg na 3000 metrów | 5. miejsce  | 8:36,52 |